# Repêchage amateur de l'AMH 1975
1974 1976
Le repêchage amateur de l'association mondiale de hockey 1975 est le troisième repêchage de l'histoire de l'association.

## Sélections par tour

### 1ertour
| Rang | Joueur          | Nationalité | Équipe AMH                        | Repêché depuis                       |
| ---- | --------------- | ----------- | --------------------------------- | ------------------------------------ |
| 1    | Claude Larose   | Canada      | Stingers de Cincinnati            | Castors de Sherbrooke (LHJMQ)        |
| 2    | Bryan Maxwell   | Canada      | Racers d'Indianapolis             | Tigers de Medicine Hat (LHOu)        |
| 3    | Don Ashby       | Canada      | Stags du Michigan                 | Centennials de Calgary(LHOu)         |
| 4    | Mel Bridgman    | Canada      | Spurs de Denver                   | Cougars de Victoria (LHOu)           |
| 5    | Ralph Klassen   | Canada      | Crusaders de Cleveland            | Blades de Saskatoon (LHOu)           |
| 6    | Barry Dean      | Canada      | Oilers d'Edmonton                 | Tigers de Medicine Hat (LHOu)        |
| 7    | Denny McLean    | Canada      | Cowboys de Calgary                | Centennials de Calgary(LHOu)         |
| 8    | Brad Gassoff    | Canada      | Jets de Winnipeg                  | Chiefs de Kamloops (LHOu)            |
| 9    | Greg Vaydik     | Canada      | Roadrunners de Phoenix            | Tigers de Medicine Hat (LHOu)        |
| 10   | Greg Hickey     | Canada      | Fighting Saints du Minnesota      | Fincups de Hamilton (AHO)            |
| 11   | Rick Lapointe   | Canada      | Toros de Toronto                  | Cougars de Victoria (LHOu)           |
| 12   | Jamie Masters   | Canada      | Mariners de San Diego             | 67 d'Ottawa (AHO)                    |
| 13   | Terry McDonald  | Canada      | Whalers de la Nouvelle-Angleterre | Oil Kings d'Edmonton (LHOu)          |
| 14   | Pierre Mondou   | Canada      | Nordiques de Québec               | Bleu-Blanc-Rouge de Montréal (LHJMQ) |
| 15   | Richard Mulhern | Canada      | Aeros de Houston                  | Castors de Sherbrooke (LHJMQ)        |

### 2etour
| Rang | Joueur          | Nationalité      | Équipe AMH                        | Repêché depuis                        |
| ---- | --------------- | ---------------- | --------------------------------- | ------------------------------------- |
| 16   | Bob Sauve       | Canada           | Stingers de Cincinnati            | National de Laval(LHJMQ)              |
| 17   | Don Cairns      | Canada           | Stags du Michigan                 | Cougars de Victoria (LHOu)            |
| 18   | Robin Sadler    | Canada/ Autriche | Stags du Michigan                 | Oil Kings d'Edmonton (LHOu)           |
| 19   | Mal Zinger      | Canada           | Crusaders de Cleveland            | Chiefs de Kamloops (LHOu)             |
| 20   | Kelly Greenbank | Canada/ Autriche | Crusaders de Cleveland            | Clubs de Winnipeg (LHOu)              |
| 21   | Peter Morris    | Canada           | Oilers d'Edmonton                 | Cougars de Victoria (LHOu)            |
| 22   | Russ Anderson   | États-Unis       | Jets de Winnipeg                  | Golden Gophers du Minnesota (NCAA)    |
| 23   | Neil Lyseng     | Canada           | Roadrunners de Phoenix            | Chiefs de Kamloops (LHOu)             |
| 24   | Mike O'Connell  | États-Unis       | Roadrunners de Phoenix            | Canadians de Kingston (AHO)           |
| 25   | Kim Clackson    | Canada           | Fighting Saints du Minnesota      | Cougars de Victoria (LHOu)            |
| 26   | Jerry Rollins   | Canada           | Toros de Toronto                  | Clubs de Winnipeg (LHOu)              |
| 27   | Rick Adduono    | Canada           | Mariners de San Diego             | Black Hawks de Saint Catharines (AHO) |
| 28   | Danny Arndt     | Canada           | Whalers de la Nouvelle-Angleterre | Blades de Saskatoon (LHOu)            |
| 29   | Doug Halward    | Canada           | Nordiques de Québec               | Petes de Peterborough (AHO)           |
| 30   | Doug Jarvis     | Canada           | Aeros de Houston                  | Petes de Peterborough (AHO)           |

### 3etour
| Rang | Joueur          | Nationalité | Équipe AMH                        | Repêché depuis                      |
| ---- | --------------- | ----------- | --------------------------------- | ----------------------------------- |
| 31   | Larry Hendrick  | Canada      | Stingers de Cincinnati            | Centennials de Calgary (LHOu)       |
| 32   | Clark Hamilton  | États-Unis  | Racers d'Indianapolis             | Fighting Irish de Notre Dame (NCAA) |
| 33   | Gordon Laxton   | Canada      | Stags du Michigan                 | Bruins de New Westminster (LHOu)    |
| 34   | Ron Delorme     | Canada      | Spurs de Denver                   | Broncos de Lethbridge (LHOu)        |
| 35   | Ed Staniowski   | Canada      | Crusaders de Cleveland            | Pats de Regina (LHOu)               |
| 36   | Barry Smith     | Canada      | Oilers d'Edmonton                 | Bruins de New Westminster (LHOu)    |
| 37   | Alex Pirus      | Canada      | Cowboys de Calgary                | Fighting Irish de Notre Dame (NCAA) |
| 38   | Glen Richardson | Canada      | Jets de Winnipeg                  | Fincups d'Hamilton (AHO)            |
| 39   | Blair Davidson  | Canada      | Roadrunners de Phoenix            | Bombers de Flin-Flon (LHOu)         |
| 40   | Greg Neeld      | Canada      | Fighting Saints du Minnesota      | Centennials de Calgary (LHOu)       |
| 41   | Paul Heaver     | Canada      | Toros de Toronto                  | Generals d'Oshawa (AHO)             |
| 42   | Bob Watson      | Canada      | Mariners de San Diego             | Bombers de Flin-Flon (LHOu)         |
| 43   | Matti Hagman    | Finlande    | Whalers de la Nouvelle-Angleterre | Finlande                            |
| 44   | Pierre Giroux   | Canada      | Nordiques de Québec               | Festivals de Hull (LHJMQ)           |
| 45   | Kevin Campbell  | Canada      | Aeros de Houston                  | Saints de St. Lawrence (NCAA)       |

### 4etour
| Rang | Joueur           | Nationalité | Équipe AMH                        | Repêché depuis                        |
| ---- | ---------------- | ----------- | --------------------------------- | ------------------------------------- |
| 46   | Normand LaPointe | Canada      | Stingers de Cincinnati            | Draveurs de Trois-Rivières (LHJMQ)    |
| 47   | Blair MacKasey   | Canada      | Racers d'Indianapolis             | Bleu-Blanc-Rouge de Montréal (LHJMQ)  |
| 48   | Rick Bourbonnais | Canada      | Stags du Michigan                 | 67 d'Ottawa (AHO)                     |
| 49   | Andre Leduc      | Canada      | Spurs de Denver                   | Castors de Sherbrooke (LHJMQ)         |
| 50   | Peter Scamurra   | Canada      | Crusaders de Cleveland            | Petes de Peterborough (AHO)           |
| 51   | Stu Younger      | Canada      | Oilers d'Edmonton                 | Huskies de Michigan Tech (NCAA)       |
| 52   | Rick Piche       | Canada      | Cowboys de Calgary                | Wheat Kings de Brandon (LHOu)         |
| 53   | Ted Long         | Canada      | Jets de Winnipeg                  | Fincups d'Hamilton (AHO)              |
| 54   | Roger Swanson    | Canada      | Roadrunners de Phoenix            | Bombers de Flin-Flon (LHOu)           |
| 55   | Bob Hoffmeyer    | Canada      | Fighting Saints du Minnesota      | Blades de Saskatoon (LHOu)            |
| 56   | Ken Breitenbach  | Canada      | Toros de Toronto                  | Black Hawks de Saint Catharines (AHO) |
| 57   | Dan Blair        | Canada      | Mariners de San Diego             | 67 d'Ottawa (AHO)                     |
| 58   | Derek Spring     | Canada      | Whalers de la Nouvelle-Angleterre | Wheat Kings de Brandon (LHOu)         |
| 59   | Ted Bulley       | Canada      | Nordiques de Québec               | Festivals de Hull (LHJMQ)             |
| 60   | Dave Salvian     | Canada      | Aeros de Houston                  | Black Hawks de Saint Catharines (AHO) |

### 5etour
| Rang | Joueur         | Nationalité | Équipe AMH                        | Repêché depuis                       |
| ---- | -------------- | ----------- | --------------------------------- | ------------------------------------ |
| 61   | Paul Harrison  | Canada      | Stingers de Cincinnati            | Generals d'Oshawa (AHO)              |
| 62   | Rick Bowness   | Canada      | Racers d'Indianapolis             | Bleu-Blanc-Rouge de Montréal (LHJMQ) |
| 63   | Dale Ross      | Canada      | Stags du Michigan                 | 67 d'Ottawa (AHO)                    |
| 64   | Nick Sanza     | Canada      | Spurs de Denver                   | Castors de Sherbrooke (LHJMQ)        |
| 65   | Dennis Maruk   | Canada      | Crusaders de Cleveland            | Knights de London (AHO)              |
| 66   | Jim Ofrim      | Canada      | Oilers d'Edmonton                 | Université de Alberta (CIAU)         |
| 67   | Terry Bucyk    | Canada      | Cowboys de Calgary                | Broncos de Lethbridge (LHOu)         |
| 68   | Mike Sleep     | Canada      | Roadrunners de Phoenix            | Bruins de New Westminster (LHOu)     |
| 69   | Jim Minor      | Canada      | Fighting Saints du Minnesota      | Pats de Regina (LHOu)                |
| 70   | Mario Viens    | Canada      | Toros de Toronto                  | Royals de Cornwall (LHJMQ)           |
| 71   | Craig Crawford | Canada      | Mariners de San Diego             | Marlboros de Toronto (AHO)           |
| 72   | Gary McFadyen  | Canada      | Whalers de la Nouvelle-Angleterre | Festivals de Hull (LHJMQ)            |
| 73   | Andre LePage   | Canada      | Nordiques de Québec               | Bleu-Blanc-Rouge de Montréal (LHJMQ) |
| 74   | Paul Crowley   | Canada      | Aeros de Houston                  | Wolves de Sudbury (AHO)              |

### 6etour
| Rang | Joueur         | Nationalité | Équipe AMH                        | Repêché depuis                        |
| ---- | -------------- | ----------- | --------------------------------- | ------------------------------------- |
| 75   | Jackie Laine   | Canada      | Stingers de Cincinnati            | Falcons de Bowling Green (NCAA)       |
| 76   | Eric Sanderson | Canada      | Racers d'Indianapolis             | Cougars de Victoria (LHOu)            |
| 77   | Greg Miazga    | Canada      | Spurs de Denver                   | Cougars de Victoria (LHOu)            |
| 78   | Joe Augustine  | États-Unis  | Crusaders de Cleveland            | Mavericks d'Austin(LHJM)              |
| 79   | Bob Sunderland | États-Unis  | Oilers d'Edmonton                 | Terriers de Boston (NCAA)             |
| 80   | Pat Hughes     | Canada      | Cowboys de Calgary                | Wolverines du Michigan (NCAA)         |
| 81   | Nick Bobstock  | Canada      | Jets de Winnipeg                  |                                       |
| 82   | Dana Decker    | États-Unis  | Roadrunners de Phoenix            | Huskies de Michigan Tech (NCAA)       |
| 83   | Brian Shmyr    | Canada      | Fighting Saints du Minnesota      | Bruins de New Westminster (LHOu)      |
| 84   | Paul Woods     | Canada      | Toros de Toronto                  | Greyhounds de Sault Ste. Marie (AHO)  |
| 85   | Alec Tidey     | Canada      | Mariners de San Diego             | Broncos de Lethbridge (LHOu)          |
| 86   | Terry Martin   | Canada      | Whalers de la Nouvelle-Angleterre | Knights de London (AHO)               |
| 87   | Jean Trottier  | Canada      | Nordiques de Québec               | National de Laval (LHJMQ)             |
| 88   | Bill Cheropita | Canada      | Aeros de Houston                  | Black Hawks de Saint Catharines (AHO) |

### 7etour
| Rang | Joueur          | Nationalité | Équipe AMH                        | Repêché depuis                       |
| ---- | --------------- | ----------- | --------------------------------- | ------------------------------------ |
| 89   | Gary Carr       | Canada      | Stingers de Cincinnati            | Marlboros de Toronto (AHO)           |
| 90   | Doug Young      | Canada      | Racers d'Indianapolis             | Huskies de Michigan Tech (NCAA)      |
| 91   | Rick Martin     | Canada      | Spurs de Denver                   | Knights de London (AHO)              |
| 92   | Michel Lachance | Canada      | Crusaders de Cleveland            | Bleu-Blanc-Rouge de Montréal (LHJMQ) |
| 93   | Dave Bell       | Canada      | Oilers d'Edmonton                 | Crimson d'Harvard (NCAA)             |
| 94   | Greg Smith      | Canada      | Cowboys de Calgary                | Tigers de Colorado College (NCAA)    |
| 95   | Dale McMullin   | Canada      | Roadrunners de Phoenix            | Wheat Kings de Brandon (LHOu)        |
| 96   | Marc Tessier    | Canada      | Fighting Saints du Minnesota      | Castors de Sherbrooke (LHJMQ)        |
| 97   | Byron Shutt     | Canada      | Toros de Toronto                  | Falcons de Bowling Green (NCAA)      |
| 98   | Rick Lalonde    | Canada      | Mariners de San Diego             | Centennials de Calgary (LHOu)        |
| 99   | John Tweedle    | Canada      | Whalers de la Nouvelle-Angleterre | Lakers de Lake Superior State (NCAA) |
| 100  | Mike Backman    | Canada      | Nordiques de Québec               | Bleu-Blanc-Rouge de Montréal (LHJMQ) |
| 101  | John Glynne     | États-Unis  | Aeros de Houston                  | Catamounts du Vermont (NCAA)         |

### 8etour
| Rang | Joueur           | Nationalité | Équipe AMH                        | Repêché depuis                       |
| ---- | ---------------- | ----------- | --------------------------------- | ------------------------------------ |
| 102  | Greg Clause      | Canada      | Stingers de Cincinnati            | Fincups d'Hamilton (AHO)             |
| 103  | Stan Jonathan    | Canada      | Racers d'Indianapolis             | Petes de Peterborough (AHO)          |
| 104  | Joe Fortunato    | Canada      | Crusaders de Cleveland            | Rangers de Kitchener (AHO)           |
| 105  | Sid Veysey       | Canada      | Oilers d'Edmonton                 | Castors de Sherbrooke (LHJMQ)        |
| 106  | Doug Lindskog    | Canada      | Cowboys de Calgary                | Wolverines du Michigan (NCAA)        |
| 107  | Gary Morrison    | États-Unis  | Roadrunners de Phoenix            | Wolverines du Michigan (NCAA)        |
| 108  | Bob McNeice      | Canada      | Fighting Saints du Minnesota      | Bruins de New Westminster (LHOu)     |
| 109  | Jean-Luc Phaneuf | Canada      | Toros de Toronto                  | Bleu-Blanc-Rouge de Montréal (LHJMQ) |
| 110  | Kelly Secord     | Canada      | Mariners de San Diego             | Bruins de New Westminster (LHOu)     |
| 111  | Mike Harazny     | Canada      | Whalers de la Nouvelle-Angleterre | Pats de Regina (LHOu)                |
| 112  | Michel Brisebois | Canada      | Nordiques de Québec               | Castors de Sherbrooke (LHJMQ)        |
| 113  | Dave Taylor      | Canada      | Aeros de Houston                  | Golden Knights de Clarkson (NCAA)    |

### 9etour
| Rang | Joueur           | Nationalité      | Équipe AMH                        | Repêché depuis                      |
| ---- | ---------------- | ---------------- | --------------------------------- | ----------------------------------- |
| 114  | Yvon Disotell    | Canada           | Stingers de Cincinnati            | Royals de Cornwall (LHJMQ)          |
| 115  | Larry Huras      | Canada           | Racers d'Indianapolis             | Rangers de Kitchener (AHO)          |
| 116  | Viktors Hatuļevs | Union soviétique | Crusaders de Cleveland            | Dynamo Riga                         |
| 117  | Bob Russell      | Canada           | Oilers d'Edmonton                 | Wolves de Sudbury (AHO)             |
| 118  | Paul Clarke      | Canada           | Cowboys de Calgary                | Fighting Irish de Notre Dame (NCAA) |
| 119  | Jim Gustafson    | Canada           | Jets de Winnipeg                  | Cougars de Victoria (LHOu)          |
| 120  | Dave Faulkner    | Canada           | Fighting Saints du Minnesota      | Pats de Regina (LHOu)               |
| 121  | Gilles Bilodeau  | Canada           | Toros de Toronto                  | Éperviers de Sorel (LHJMQ)          |
| 122  | Alex Forsyth     | Canada           | Mariners de San Diego             | Canadians de Kingston (AHO)         |
| 123  | Dave Norris      | Canada           | Whalers de la Nouvelle-Angleterre | Fincups d'Hamilton (AHO)            |
| 124  | Michel Hamel     | Canada           | Nordiques de Québec               | National de Laval (LHJMQ)           |
| 125  | Jim Maxfield     | Canada           | Aeros de Houston                  | Wolves de Sudbury (AHO)             |

### 10etour
| Rang | Joueur            | Nationalité | Équipe AMH                        | Repêché depuis                       |
| ---- | ----------------- | ----------- | --------------------------------- | ------------------------------------ |
| 126  | Gary Burns        | États-Unis  | Stingers de Cincinnati            | Wildcats du New Hampshire (NCAA)     |
| 127  | Kari Makkonen     | Finlande    | Racers d'Indianapolis             | Finlande                             |
| 128  | David Bossey      | Canada      | Spurs de Denver                   |                                      |
| 129  | Aarie Kanteenpera | Finlande    | Crusaders de Cleveland            |                                      |
| 130  | Jean Thibodeau    | Canada      | Oilers d'Edmonton                 | Dynamos de Shawinigan (LHJMQ)        |
| 131  | Randy Koch        | États-Unis  | Cowboys de Calgary                | Catamounts du Vermont (NCAA)         |
| 132  | Dag Bredberg      | Suède       | Jets de Winnipeg                  | Elitserien                           |
| 133  | Denis Daigle      | Canada      | Fighting Saints du Minnesota      | Bleu-Blanc-Rouge de Montréal (LHJMQ) |
| 134  | Roger Dorey       | Canada      | Toros de Toronto                  | Canadians de Kingston (AHO)          |
| 135  | Don Edwards       | Canada      | Mariners de San Diego             | Rangers de Kitchener (AHO)           |
| 136  | Paul Stevenson    | États-Unis  | Whalers de la Nouvelle-Angleterre |                                      |
| 137  | Florent Fortier   | Canada      | Nordiques de Québec               | Remparts de Québec (LHJMQ)           |
| 138  | Chad Campbell     | Canada      | Aeros de Houston                  | Pioneers de Denver (NCAA)            |

### 11etour
| Rang | Joueur         | Nationalité | Équipe AMH                        | Repêché depuis                       |
| ---- | -------------- | ----------- | --------------------------------- | ------------------------------------ |
| 139  | Bill Reber     | États-Unis  | Stingers de Cincinnati            | Catamounts du Vermont (NCAA)         |
| 140  | Michel Blais   | Canada      | Racers d'Indianapolis             | Canadians de Kingston (AHO)          |
| 141  | Andy Whitby    | Canada      | Spurs de Denver                   | Generals d'Oshawa (AHO)              |
| 142  | Tom McNamara   | États-Unis  | Crusaders de Cleveland            | Catamounts du Vermont (NCAA)         |
| 143  | Brian Petrovek | États-Unis  | Oilers d'Edmonton                 | Crimson d'Harvard (NCAA)             |
| 144  | Dan Tsubouchi  | Canada      | Cowboys de Calgary                | Université St. Louis (NCAA)          |
| 145  | Emil Mesgaros  | Suède       | Jets de Winnipeg                  |                                      |
| 146  | Earl Sargent   | États-Unis  | Fighting Saints du Minnesota      | Sugar Kings de Fargo-Moorhead (LHJM) |
| 147  | Bob Ritchie    | Canada      | Toros de Toronto                  | Éperviers de Sorel (LHJMQ)           |
| 148  | Dale Anderson  | Canada      | Mariners de San Diego             | Wheat Kings de Brandon (LHOu)        |
| 149  | Clark Jantzie  | Canada      | Whalers de la Nouvelle-Angleterre | Université de Alberta (CIAU)         |
| 150  | Bill Oleschuk  | Canada      | Aeros de Houston                  | Blades de Saskatoon (LHOu)           |

### 12etour
| Rang | Joueur           | Nationalité | Équipe AMH                   | Repêché depuis                       |
| ---- | ---------------- | ----------- | ---------------------------- | ------------------------------------ |
| 151  | Dave McNab       | Canada      | Stingers de Cincinnati       | Badgers du Wisconsin (NCAA)          |
| 152  | Anders Steen     | Suède       | Racers d'Indianapolis        | Elitserien                           |
| 153  | Rick Marsh       | Canada      | Crusaders de Cleveland       | Engineers de Rensselaer (NCAA)       |
| 154  | Jim Montgomery   | Canada      | Oilers d'Edmonton            | Festivals de Hull (LHJMQ)            |
| 155  | Bill Anderson    | Canada      | Cowboys de Calgary           | Université St. Louis (NCAA)          |
| 156  | Torbjörn Nilsson | Suède       | Jets de Winnipeg             | Elitserien                           |
| 157  | Richard Dutton   | Canada      | Fighting Saints du Minnesota | National de Laval (LHJMQ)            |
| 158  | Bob Shaw         | Canada      | Toros de Toronto             | Golden Knights de Clarkson (NCAA)    |
| 159  | Bruce O'Grady    | Canada      | Mariners de San Diego        | Greyhounds de Sault Ste. Marie (AHO) |
| 160  | Jim Lundquist    | États-Unis  | Aeros de Houston             | Bears de Brown (NCAA)                |

### 13etour
| Rang | Joueur         | Nationalité | Équipe AMH                   | Repêché depuis              |
| ---- | -------------- | ----------- | ---------------------------- | --------------------------- |
| 161  | Peter Shier    | Canada      | Stingers de Cincinnati       | Big Red de Cornell (NCAA)   |
| 162  | Paul Evans     | Canada      | Racers d'Indianapolis        | Petes de Peterborough (AHO) |
| 163  | Dan Shearer    | Canada      | Crusaders de Cleveland       | Fincups d'Hamilton (AHO)    |
| 164  | Terry Angel    | Canada      | Oilers d'Edmonton            | Generals d'Oshawa (AHO)     |
| 165  | Doug Hanson    | Canada      | Cowboys de Calgary           |                             |
| 166  | Bengt Lundholm | Suède       | Jets de Winnipeg             | Leksands IF (Elitserien)    |
| 167  | Tom Ulseth     | États-Unis  | Fighting Saints du Minnesota | Badgers du Wisconsin (NCAA) |
| 168  | Wayne Morin    | Canada      | Toros de Toronto             | Chiefs de Kamloops (LHOu)   |
| 169  | Rick St. Croix | Canada      | Aeros de Houston             | Generals d'Oshawa (AHO)     |

### 14etour
| Rang | Joueur          | Nationalité | Équipe AMH                   | Repêché depuis                    |
| ---- | --------------- | ----------- | ---------------------------- | --------------------------------- |
| 170  | François Robert | Canada      | Stingers de Cincinnati       | Castors de Sherbrooke (LHJMQ)     |
| 171  | Rick Shinske    | Canada      | Oilers d'Edmonton            | Bruins de New Westminster (LHOu)  |
| 172  | Darrell Ferner  | Canada      | Cowboys de Calgary           | Chiefs de Kamloops (LHOu)         |
| 173  | Henry Taylor    | États-Unis  | Fighting Saints du Minnesota | Vulcans de St.-Paul (LHJM)        |
| 174  | Dave Hanson     | États-Unis  | Toros de Toronto             | Tigers de Colorado College (NCAA) |
| 175  | Paul Jensen     | États-Unis  | Aeros de Houston             | Huskies de Michigan Tech (NCAA)   |